# Matador Mountain
Der Matador Mountain ist ein markanter, 1950 m hoher und eisfreier Berg in der antarktischen Ross Dependency. Im Königin-Maud-Gebirge ragt er an der Südseite der Mündung des Gallup-Gletscher in den Shackleton-Gletscher auf.
Die Benennung des Berges geht auf Franklin Alton Wade (1903–1978) zurück, Leiter der Expedition der Texas Tech University zur Erkundung des Shackleton-Gletschers (1962–1963). Er benannte ihn so, da alle drei Expeditionsteilnehmer als Angestellte der Universität als Matadoren bezeichnet wurden.